# Franz Joseph Venerand Friderich
Franz Joseph Venerand Friderich (* 28. Mai 1771 in Laufenburg; † 3. März 1847 ebenda) war ein Schweizer Politiker, Richter und Lokalhistoriker. Von 1803 bis 1831 gehörte er dem Kleinen Rat an, der Regierung des Kantons Aargau.

## Biografie
Der Sohn des Lehrers der Laufenburger Lateinschule studierte ab 1791 Recht an der Albert-Ludwigs-Universität in Freiburg im Breisgau. Nach seinem Abschluss im Jahr 1795 trat Friderich in seiner Heimatstadt Laufenburg die Stelle des Syndikus an, womit er von Amtes wegen auch dem Stadtrat angehörte. 1797 musste Vorderösterreich im Frieden von Campo Formio das Fricktal an Frankreich abtreten und das Gebiet wurde zu einem französischen Protektorat. Im Frieden von Lunéville von 1801 musste Österreich endgültig auf das Fricktal verzichten. Das Gebiet wurde der Helvetischen Republik angefügt und bildete ab Februar 1802 den kurzlebigen Kanton Fricktal.
Während dieser unsicheren Zeit blieb Friderich Stadtrat, ausserdem amtierte er in Laufenburg und Frick als Distriktsrichter. Zusammen mit Johann Baptist Jehle und Johann Karl Fetzer gehörte er zu den prominentesten Gegenspielern von Sebastian Fahrländer, der sich mit französischer Unterstützung selbst zum Statthalter ernannt hatte. Im Dezember 1802 wurde er zusammen mit Jehle als Vertreter des Kantons zur Helvetischen Consulta nach Paris abgeordnet. Die Forderung ihrer Wähler nach einer möglichst weitgehenden Selbstverwaltung des Fricktals war nicht durchsetzbar, auch die Teilung Laufenburgs in einen badischen und einen schweizerischen Teil war bereits beschlossene Sache. Friderichs Bemühungen beschränkten sich deshalb auf einen gerechten Verteilschlüssel bei der Aufteilung der städtischen Aktiven und Passiven.
Nach der Vereinigung des Fricktals mit dem Kanton Aargau im Februar 1803 wurde Friderich in den Aargauer Grossen Rat gewählt, dem er bis 1831 angehörte und insgesamt fünfmal präsidierte. Der Grosse Rat wiederum wählte ihn 1803 in den Kleinen Rat, die mit grosser Machtfülle ausgestattete Kantonsregierung. Als Vorsteher des Justizdepartements brachte Friderich seine Kenntnisse des österreichischen Rechts in die Rechtsprechung des neuen Staatswesens ein, das aufgrund seiner historischen Entwicklung vier verschiedene Rechtsordnungen zu einem neuen vereinheitlichen System zusammenfügen musste. Er gehört zu den Mitgestaltern des Personenrechts und des allgemeinen bürgerlichen Gesetzbuches, die 1826 bzw. 1847 in Kraft traten. Vergeblich trat er für die Abschaffung der Todesstrafe ein.
1831 trat Friderich nach dem Freiämtersturm aus allen politischen Ämtern zurück und war danach als Lokalhistoriker tätig. Er beschäftigte sich insbesondere mit der Geschichte der Grafschaft Hauenstein, des Fricktals und des 1835 aufgehobenen Damenstifts Olsberg. Einen bedeutenden Teil seines Vermögens vermachte er wohltätigen Zwecken.